# 息 (ベケット)
『息』（Breath）とは、劇作家サミュエル・ベケットによる戯曲。副題は「五幕の茶番劇」。ブロードウェイのイーデン劇場で初演された。

## あらすじ
明転。舞台上にはがらくたが散乱している。小さな叫び声が聞こえ、やがて呼吸音も聞こえてくる。
溶暗。また叫び声。

## 概要
上演時間わずか30数秒。舞台上にはがらくたが散乱しているだけで、演技をする役者も出て来なければ台詞ひとつないという異色中の異色の演劇。
1969年、ケネス・タイナンという劇批評家が企画したオムニバス演劇『おぉ、カルカッタ!』への参加を打診されたベケットが、過去の習作の中から発掘して提供した作品である。

しかし、タイナンがイメージだけで構成されているこの演劇の雰囲気を壊し、裸体という具体的なビジュアルを登場させてしまった事にベケットが怒り、作品を引き下げてしまったという逸話が残っている。
なお、劇のカギとなる『叫び声』であるが、英文学者である高橋康成によると赤ちゃんが生を受けた時に発する【産声】を意味しているそうである。

## 日本語版
- ベケット戯曲全集<3>（白水社、1986年6月）　ISBN 9784560034804